# 藤原重家 (刑部卿)
藤原 重家（ふじわら の しげいえ）は、平安時代後期の公卿・歌人。藤原北家末茂流、左京大夫・藤原顕輔の子。官位は従三位・大宰大弐。初名は光輔。六条を号す。六条藤家4代。

## 経歴
父・顕輔は自らと年齢の近い長男・清輔とは微妙な関係にあり、その分重家らに愛情深かったという。周防国・筑前国などの国司を歴任するが、二条天皇側近と見なされた事から、応保2年（1162年）に後白河法皇の意向で解官される。その後復権し、仁安3年（1168年）に昇殿を許され、嘉応2年（1170年）正月に従三位に昇進し公卿に列す。承安元年（1171年）に大宰大弐。安元2年（1176年）6月17日に出家して退隠。法名は蓮寂または蓮家。
和歌・漢詩・管弦に秀でた才人として名声が高く、特に和歌の方面では、兄・清輔より人麿影供を相伝され六条藤家を継ぐ。数々の歌合に出詠し、九条兼実家百首では判者を務めた。『千載和歌集』（3首）以下の勅撰和歌集に29首が入集。家集に『大宰大弐重家集』がある。

## 系譜
- 父：藤原顕輔
- 母：家女房
- 妻：藤原家成の娘
  - 長男：藤原経家（1149-1209）
  - 次男：藤原顕家（1153-?）
  - 三男：藤原有家（1155-1216）
  - 四男：藤原保季（1171-?） - 藤原季経の養子
- 生母不詳
  - 男子：藤原資家 - 藤原季経の養子
  - 男子：成円
  - 男子：仁快
  - 女子：中山兼宗室